# Aristide Pirovano
Aristide Pirovano (Erba, 22 febbraio 1915 – Lecco, 3 febbraio 1997) è stato un vescovo cattolico e missionario italiano.

## Biografia
Aristide Pirovano nacque a Erba il 22 febbraio 1915.

### Formazione e ministero sacerdotale
Compì gli studi per il sacerdozio nel seminario del Pontificio istituto missioni estere di Treviso.
Il 20 dicembre 1941 fu ordinato presbitero per il Pontificio istituto missioni estere nella basilica di Sant'Ambrogio a Milano. Il 22 dello stesso mese celebrò la prima messa. Non potendo partire subito dopo come missionario a causa della guerra trascorse i primi anni di sacerdozio in patria. Il superiore generale, monsignor Lorenzo Maria Balconi, lo nominò aiutante dell'economo del PIME in via Monterosa a Milano. Si impegnò per aiutare ebrei e perseguitati politici a fuggire in Svizzera in collaborazione con il Comitato di Liberazione Nazionale.
Nel 1946 partì come missionario per il Brasile. Il 14 gennaio 1950 papa Pio XII lo nominò amministratore apostolico di Macapá.

### Ministero episcopale
Il 21 luglio 1955 papa Pio XII lo nominò prelato di Macapá e vescovo titolare di Adriani. Ricevette l'ordinazione episcopale il 13 novembre successivo dall'arcivescovo metropolita di Milano Giovanni Battista Montini, co-consacranti il vescovo di Kaifeng Gaetano Pollio e quello di Jixian Mario Civelli.
Durante il suo episcopato in Brasile, fondò diverse nuove missioni del suo istituto nella Regione Amazzonica.
Il 30 gennaio 1964 padre Augusto Lombardi, superiore generale del PIME, morì improvvisamente e subito padre Morelli, il vicario generale, convocò il capitolo generale. Durante quell'assemblea, tenutasi tra il 5 marzo e il 15 aprile del 1965, monsignor Aristide Pirovano fu eletto nuovo superiore generale.
Una delle questioni più urgenti che dovette affrontare come superiore fu la precaria situazione economica dell'istituto. Cercò benefattori e sponsor tra le famiglie benestanti dell'Italia e grazie al sostegno finanziario giunto da fedeli degli Stati Uniti d'America poté riportare l'Istituto in acque tranquille e riprendere fiato.
In dodici anni di governo costruì le sedi regionali del PIME a Hong Kong, Eluru, Bombay, San Paolo, Macapá, Belém, Parintins e Bissau e nuove case di formazione in Brasile e negli Stati Uniti. Istituì il lebbrosario di Marituba nella foresta del Pará (Amazzonia brasiliana) e grazie alla sua azione religiosa e sociale la città di Marituba poté svilupparsi. Oggi ha più di 100 000 abitanti (2010). Questi sono stati, in concreto, alcuni dei tantissimi risultati di un'attività e di un apostolato missionario intensi, capaci di costruire un mondo in cui – come scrisse papa Paolo VI nell'enciclica Populorum progressio – ogni uomo possa vivere una vita pienamente umana.
Nel 1973 monsignor Pirovano unì il teologato di Gaeta con quello di Milano. Pirovano ripeteva spesso: "Il PIME è un piccolo istituto: non possiamo permetterci di disperdere le nostre risorse". Molte delle sue scelte furono motivate da questa convinzione.
Dopo il Concilio Vaticano II cambiò la prassi della missione: non si ebbe più una concentrazione di molti missionari in una data area affidata dalla Santa Sede allo stesso ordine religioso ma piuttosto una distribuzione del personale in diverse Chiese locali a disposizione dei vescovi locali. In passato infatti la Santa Sede affidava un certo territorio di evangelizzazione alla cura di uno specifico istituto missionario. Dal 1850 il PIME aveva seguito questa strategia missionaria fondando circa 25 diocesi in India, Cina e Birmania.
Monsignor Pirovano inviò alcuni missionari a lavorare in nuove aree missionarie dell'Africa (in Camerun nel 1968 e in Costa d'Avorio nel 1972), dell'Asia (in Thailandia nel 1972 e nelle Filippine nel 1968) e del Brasile (Santa Catarina e Mato Grosso).
In Asia consegnò quattro diocesi storicamente gestite dai vescovi del PIME ai vescovi locali: Jalpaiguri (India) nel 1967, Hong Kong nel 1969, Kengtung (Birmania) nel 1972 e Vijayawada (India) nel 197. In questa "consegna" delle diocesi, tutto ciò che era stato costruito e stabilito dal PIME in quei territori divenne proprietà della diocesi e a piena disposizione dei vescovi. I sacerdoti del PIME rimasero comunque coinvolti nel lavoro missionario per facilitare la crescita di queste giovani Chiese. Questo è un meraviglioso esempio dello stile che il PIME ha acquisito nei rapporti con le Chiese locali.
Un'altra delle principali preoccupazioni di monsignor Pirovano fu la formazione di nuovi membri dell'Istituto. Il suo mandato di superiore generale coincise con un momento difficile e delicato per le case di formazione e per le scuole di teologia. Gli anni '70 erano gli anni della contestazione in Europa, seguita alla rivoluzione culturale cinese. Le nuove generazioni si ribellarono alle strutture e alle istituzioni tradizionali della società. Nuovi modi di pensare e di agire si diffusero rapidamente tra i giovani e questo influenzò anche la Chiesa come istituzione tradizionale. I seminaristi gridavano a gran voce le loro lamentele contro i superiori e i formatori e questo causò frequenti rimescolamenti delle équipe di formazione. Nel 1974 Pirovano prese la drastica decisione di chiudere il seminario teologico di Milano e disperse i seminaristi in diverse case del PIME in Italia per proseguire gli studi nelle scuole diocesane. L'anno successivo si scelse di avere solo un seminario teologico a Monza, vicino a Milano, ancora oggi attivo.
Nel 1969 la rivista missionaria Le Missioni Cattoliche cambiò nome in Mondo e Missione. Il focus della rivista è quello presentare il lavoro missionario della Chiesa in tutto il mondo e promuovere la consapevolezza missionaria nel clero, nelle parrocchie e nei fedeli.
Nel 1977 lasciò la guida dell'Istituto a padre Fedele Giannini. Avrebbe voluto partire per le Filippine, ma fu destinato a Marituba nella foresta del Pará. Lì vi era una grande colonia di lebbrosi. Fu grazie all'azione religiosa e sociale di monsignor Pirovano e degli altri missionari che la colonia poté svilupparsi e i lebbrosi venire curati e accompagnati. L'8 luglio 1980 papa Giovanni Paolo II visitò l'insediamento.
Nel gennaio del 1992 tornò in Italia e si stabilì nella casa del suo Istituto a Lecco. Negli ultimi anni viaggiò meno e poté dedicarsi a raccogliere offerte per le missioni e a sbrigare una corposa corrispondenza.
Morì a Lecco alle 11:40 del 3 febbraio 1997 all'età di 81 anni. Le esequie si tennero il 5 febbraio nella cappella del PIME a Lecco e furono presiedute da monsignor Giuseppe Merisi, all'epoca vicario episcopale di Lecco. L'omelia venne pronunciata da padre Franco Cagnasso, superiore generale del PIME. È sepolto nel cimitero di Erba. Desiderava questa sepoltura perché sperava che qualche giovane o ragazza, pregando sulla sua tomba, ricevesse dallo Spirito il germe della vocazione missionaria.
A Erba l'Associazione Amici Monsignor Aristide Pirovano si propone di mantenere vivo e attivo il canale di sostegni che ha sempre accompagnato le innumerevoli iniziative promosse da padre Aristide Pirovano in terra di missione, e principalmente quelle dell'ex lebbrosario brasiliano di Marituba, oggi affidate ai Poveri servi della Divina Provvidenza (Opera Don Calabria).

## Genealogia episcopale
La genealogia episcopale è:
- Cardinale Scipione Rebiba
- Cardinale Giulio Antonio Santori
- Cardinale Girolamo Bernerio, O.P.
- Arcivescovo Galeazzo Sanvitale
- Cardinale Ludovico Ludovisi
- Cardinale Luigi Caetani
- Cardinale Ulderico Carpegna
- Cardinale Paluzzo Paluzzi Altieri degli Albertoni
- Papa Benedetto XIII
- Papa Benedetto XIV
- Papa Clemente XIII
- Cardinale Marcantonio Colonna
- Cardinale Giacinto Sigismondo Gerdil, B.
- Cardinale Giulio Maria della Somaglia
- Cardinale Carlo Odescalchi, S.I.
- Cardinale Costantino Patrizi Naro
- Cardinale Lucido Maria Parocchi
- Papa Pio X
- Papa Benedetto XV
- Papa Pio XII
- Cardinale Eugène Tisserant
- Papa Paolo VI
- Vescovo Aristide Pirovano, P.I.M.E.